# Petrus Bertius

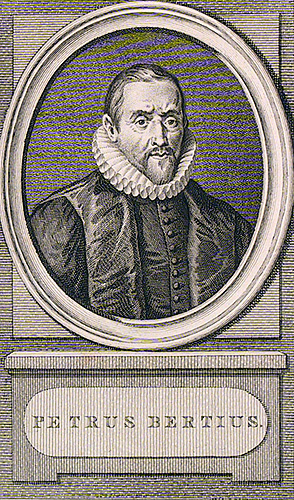
Petrus Bertius door Reinier Vinkeles (1787)

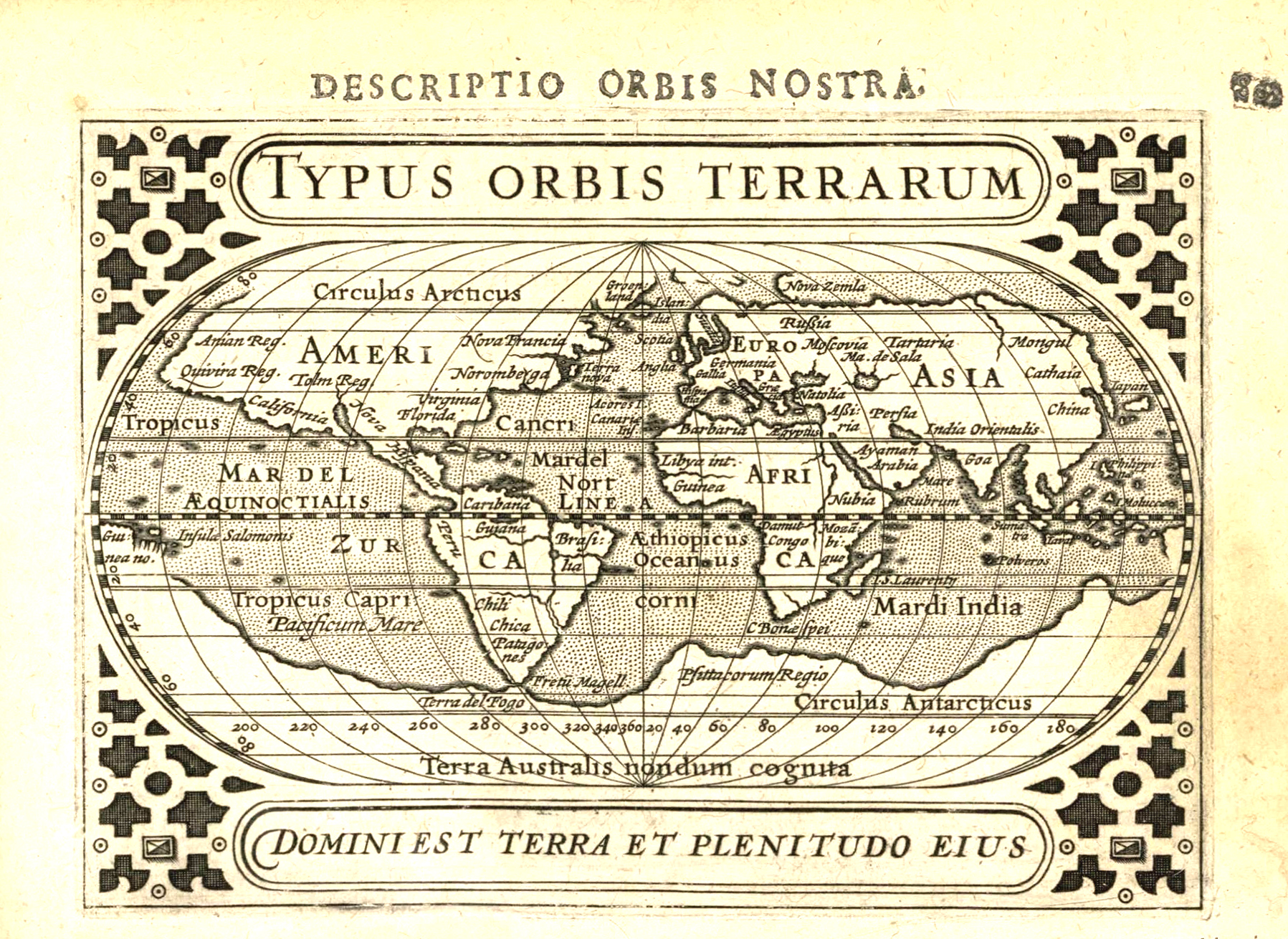
Typus Orbis (1616)

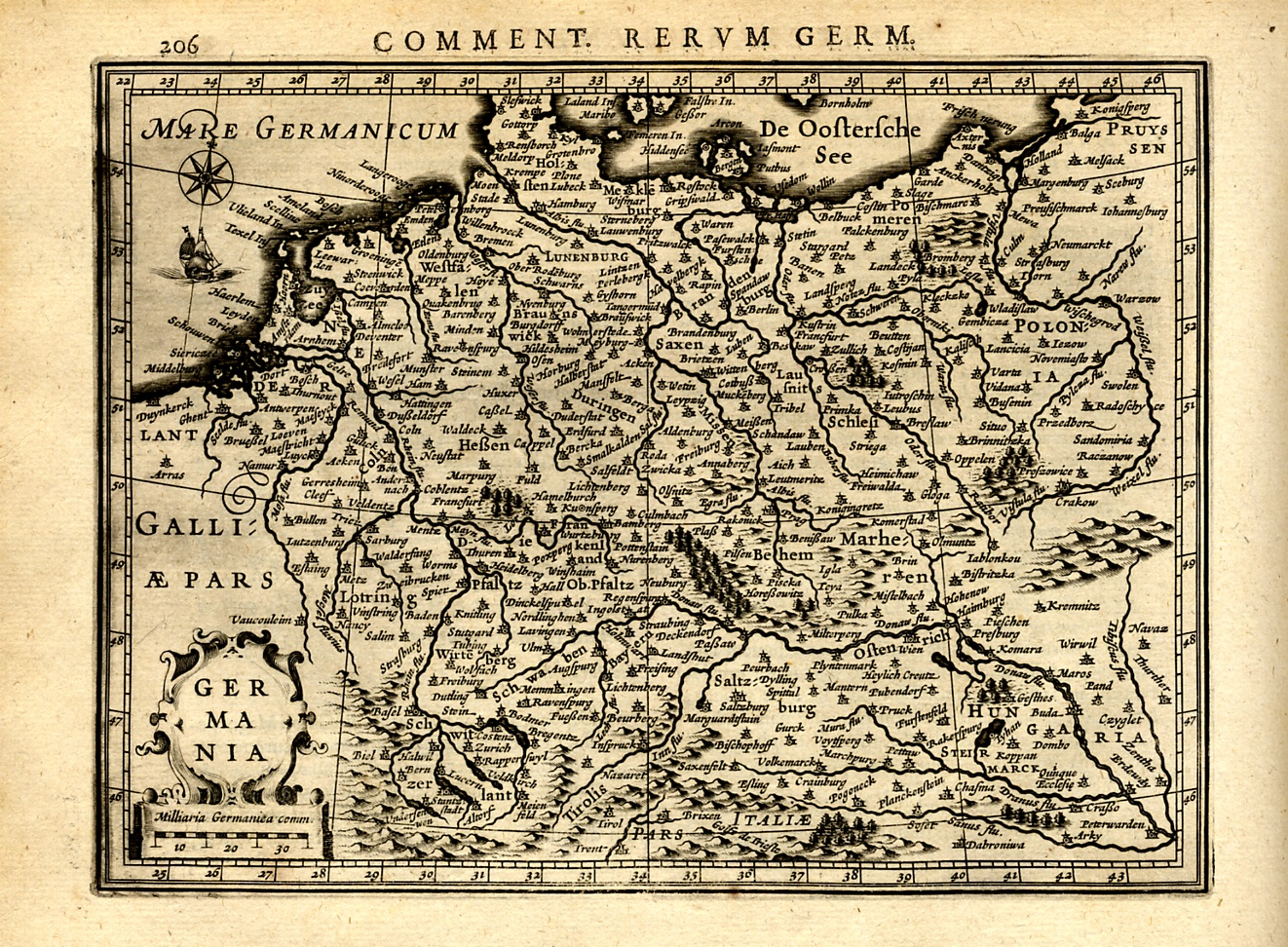
Germania (1616)

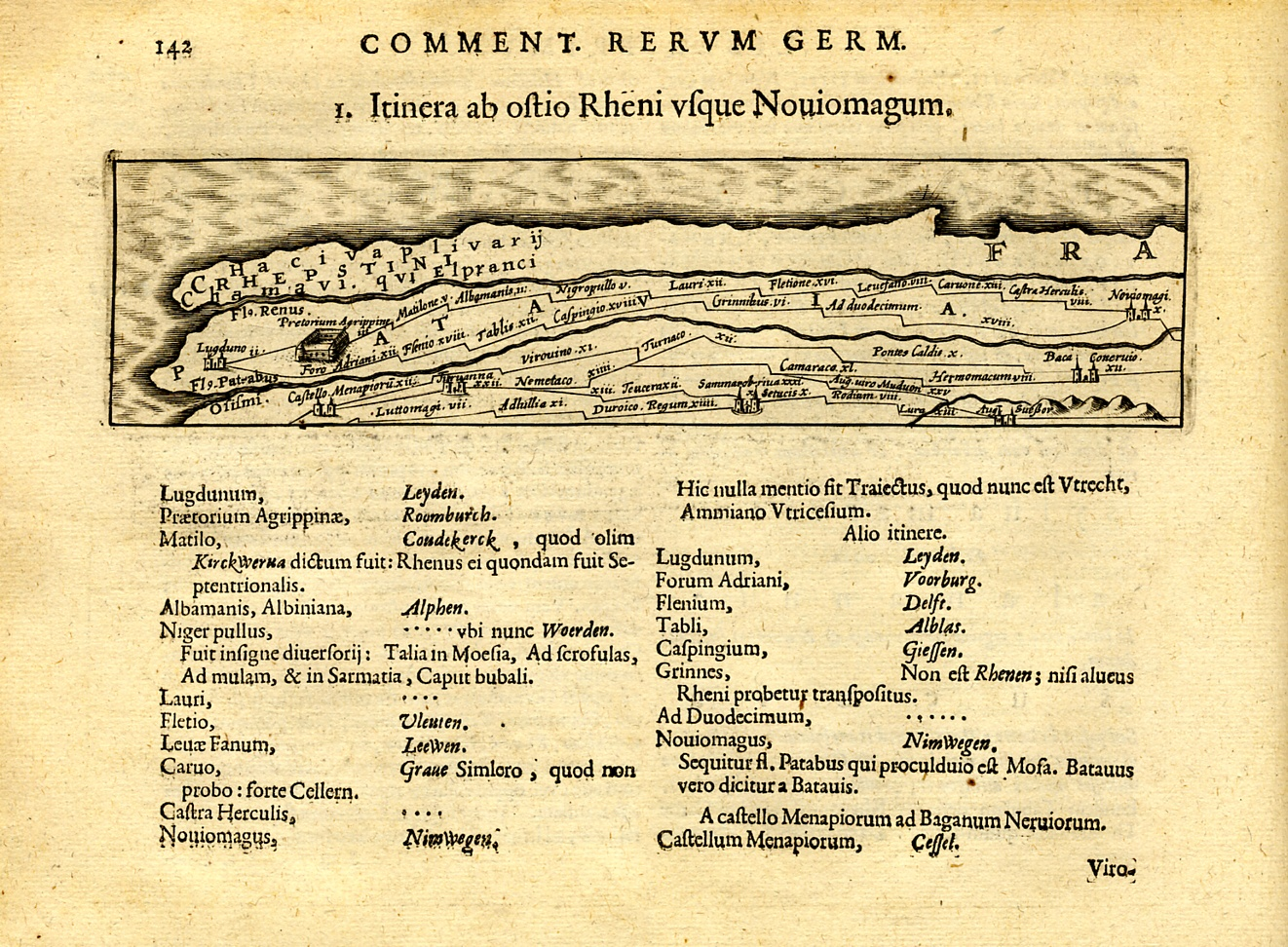
Deel van Tabula Peutingeriana waarop enige steden in Nederland, uit Commentariorum Rerum Germanicarum (1616)

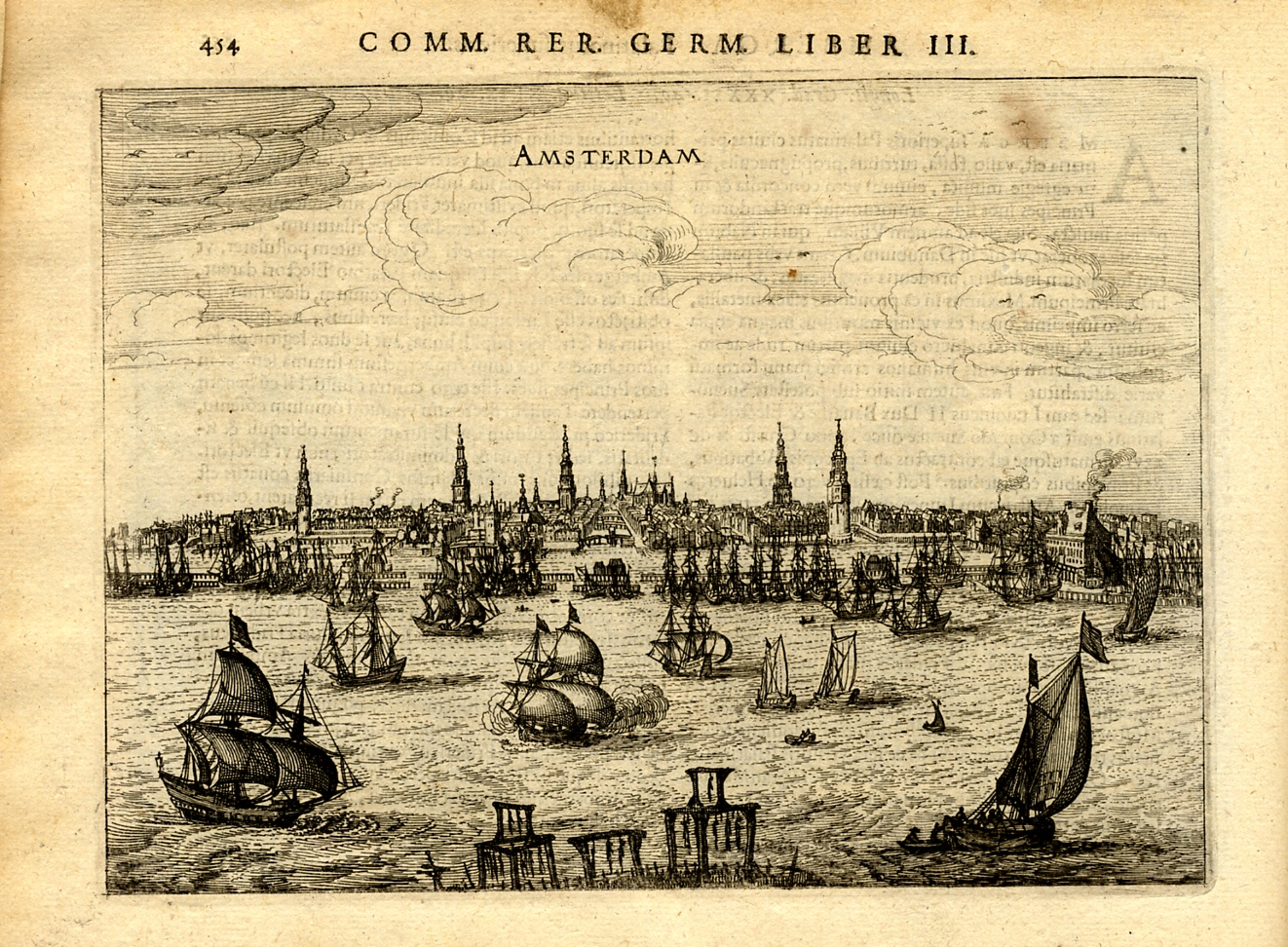
Amsterdam (1616)

Petrus Bertius (ook Peter Bertius; Nederlandse naam: Pieter de Bert) (Beveren (Alveringem), 14 november 1565 - Parijs, 13 oktober 1629) was een Vlaams theoloog, historicus, geograaf en cartograaf.
Bertius publiceerde veel op wiskundig, geschiedkundig en theologisch gebied, maar is als cartograaf vooral bekend voor zijn uitgaven van de Geographia van Ptolemaeus (gebaseerd op Mercator's editie uit 1578) en voor zijn miniatuuratlassen.

## Biografie
Bertius was de zoon van Vlaams predikant Pieter Michielsz. Bardt, die, net als vele andere landgenoten, rond 1568 naar Londen verhuisde om de Spaanse Inquisitie te ontvluchten. In 1577 keerde Bertius terug naar de Nederlanden om in het protestants geworden Leiden te gaan studeren. Hij voorzag in zijn onderhoud door les te geven aan jongere studenten en reisde veel door Europa. In 1593 werd hij, op uitnodiging van de curatoren van de Universiteit van Leiden, aangesteld tot onderregent van het Statencollege. Hij huwde op 17 februari 1596 met Marijtge, de dochter van Johannes Cuchlinus, de eerste regent van het Staten-College, en volgde deze na zijn overlijden in 1606 op als regent.
In 1609 had hij de moeilijke taak om op de dag van Jacobus Arminius' begrafenis in het groot auditorium van de Leidsche academie de lijkrede uit te spreken. Alle aanwezigen wisten, dat hij een vriend van Arminius, de grondlegger van het Arminianisme, was geweest en hij maakte er ook geen geheim van. Toen de Liick-Oratie in 1609 te Leiden in druk verschenen was en onder het volk verspreid werd, schreef Franciscus Gomarus, de leider van de Gomaristen of contra-remonstranten in verbolgenheid zijn Bedencken over de lijckoratie, waaruit, zoals Johannes Corvinus het zeer juist uitdrukte, niets anders bleek dan dat hij ‘het niet kon verdragen dat Bertius' Oratie in zulk eene aanzienlijke vergadering met zooveel aandacht en toejuiching was aangehoord’. In 1612 gaf Bertius zijn Hymenaeus desertor uit, hoewel de remonstranten die het handschrift lazen hem dit ontraadden omdat hij verder ging dan Arminius en verder dan zij besloten hadden te gaan. Zij vonden dat men niet tot nieuwe moeilijkheden aanleiding moest geven. Toch werd het boek gedrukt en ruim verspreid. Het was opgedragen aan alle protestantse godgeleerden in geheel Europa, en werd door Bertius zelf met begeleidende brieven naar enkelen gezonden. De Hymenaeus desertor vond vrij algemene afkeuring. Graaf Willem Lodewijk liet er zich in zeer ongunstige zin over uit. Ook Johan van Oldenbarnevelt en de Staten waren ontevreden dat de regent tegen hun bevel had gehandeld. Zij hadden Bertius reeds vermaand bescheiden te blijven en zich bij zijn onderwijs van onnodige polemiek te onthouden. Toen Bertius echter in 1613 ook nog een Nederlandse vertaling uitbracht, die in 1615 te Leiden werd herdrukt, was de verbolgenheid groot. Uiteindelijk werd Bertius als hoogleraar afgezet en tegelijk werd hem verboden particuliere lessen te geven. In 1618 vertrok Bertius daarom naar Parijs en werd daar aangesteld als kosmograaf aan het hof van Lodewijk XIII.
Aangezien hij bij de predikanten in Parijs ook niet in goede aarde viel, en de Sorbonne hem een hoogleraarsplaats beloofde op voorwaarde dat hij rooms werd, liet hij zich in 1620 in de rooms-katholieke Kerk opnemen, waarna hij in datzelfde jaar tot hoogleraar in de welsprekendheid werd benoemd aan het Collège de Boncourt, een onderdeel van de Universiteit van Parijs. In 1622 stelde Lodewijk XIII een nieuwe leerstoel in de mathematische wetenschappen in op het koninklijke college, bestemd voor Bertius, en hij verleende hem de titel van koninklijk geschiedschrijver.
Op 13 oktober 1629 bezweek Bertius in Parijs aan dysenterie.
Bertius was verwant met Jodocus Hondius en Pieter van den Keere (Petrus Kaerius).

## Werken
- 1609: Liick-oratie over de doot van den Eerweerdighen ende wytberoemden Heere Jacobus Arminius
- 1612: Hymenaeus desertor: sive de sanctorum apostasia problemata duo. (1: An fieri possit ut justus deserat justitam suam? 2: An quae deseritur fuerit vera justitia?)
- 1616: Commentariorum Rerum Germanicarum libri tres waarin o.a. opgenomen de Tabula Peutingeriana
- 1619: Theatri Geographiae Veteris, doi:10.3931/e-rara-85904 (Gedigitaliseerd op E-rara).
- 1625: Notitia Chorographica Episcopatuum Galliae

## Galerij

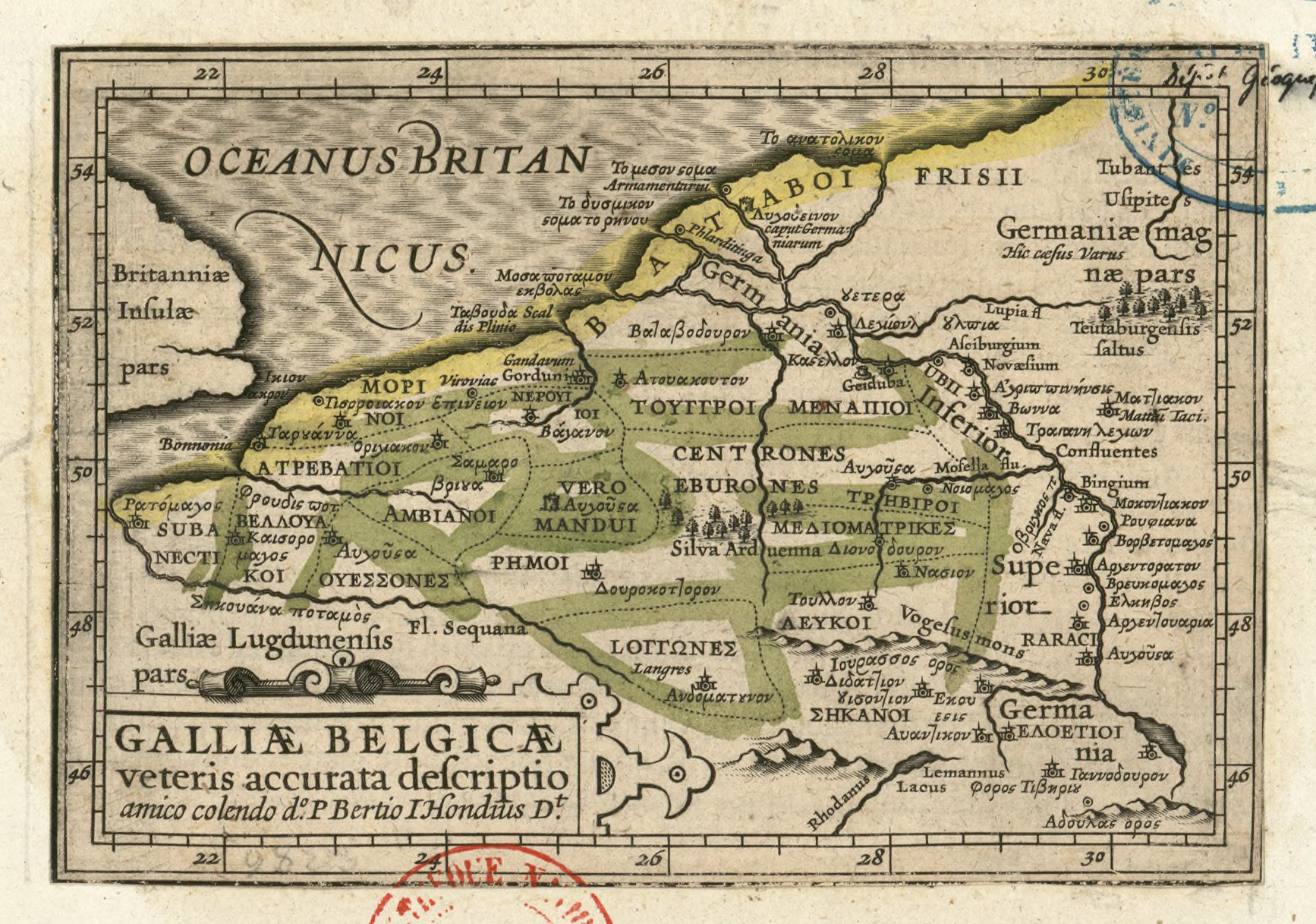
Galliae Belgicae Veteris
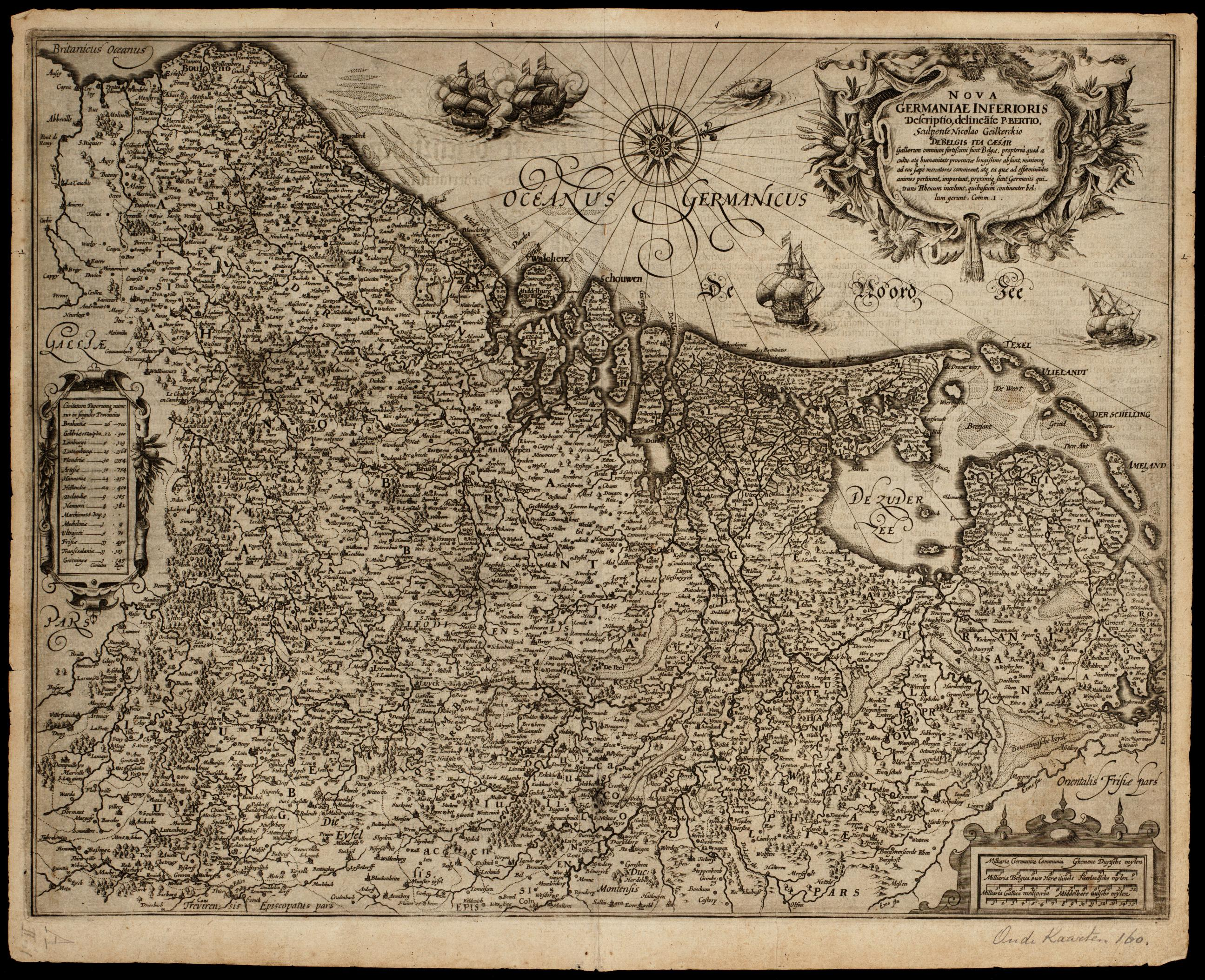
Nova Germaniae Inferioris
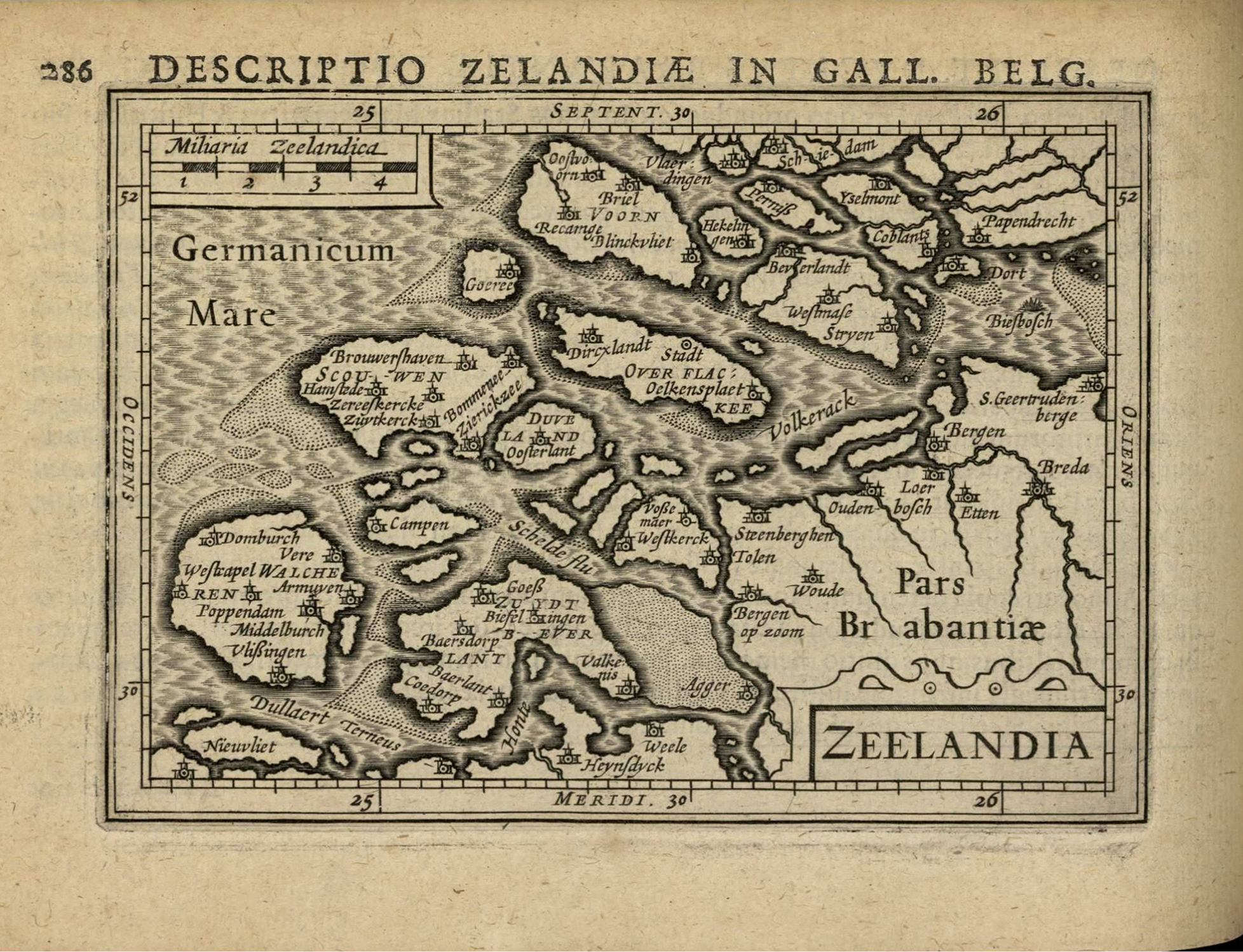
Zeelandia
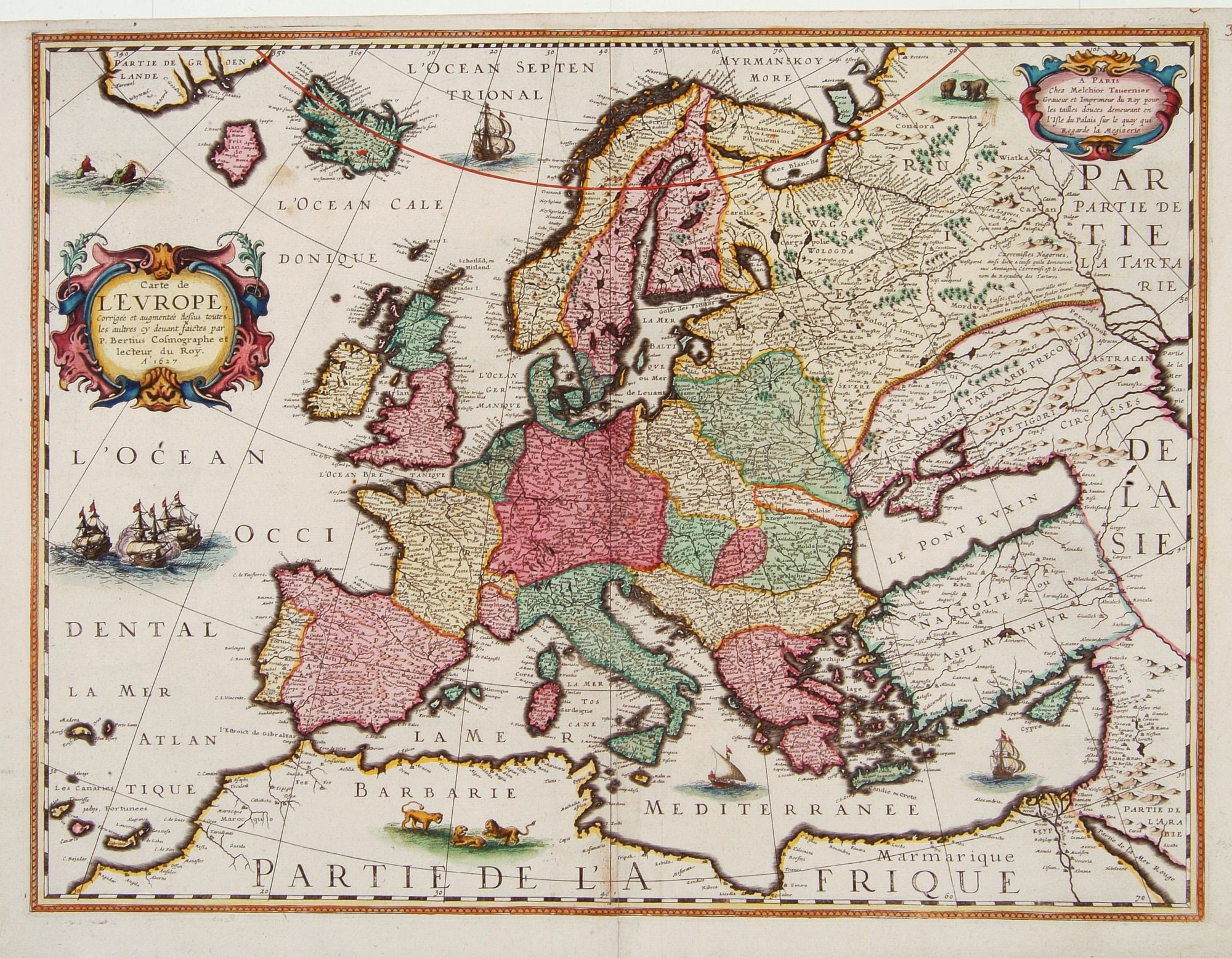
Carte de l'Europe
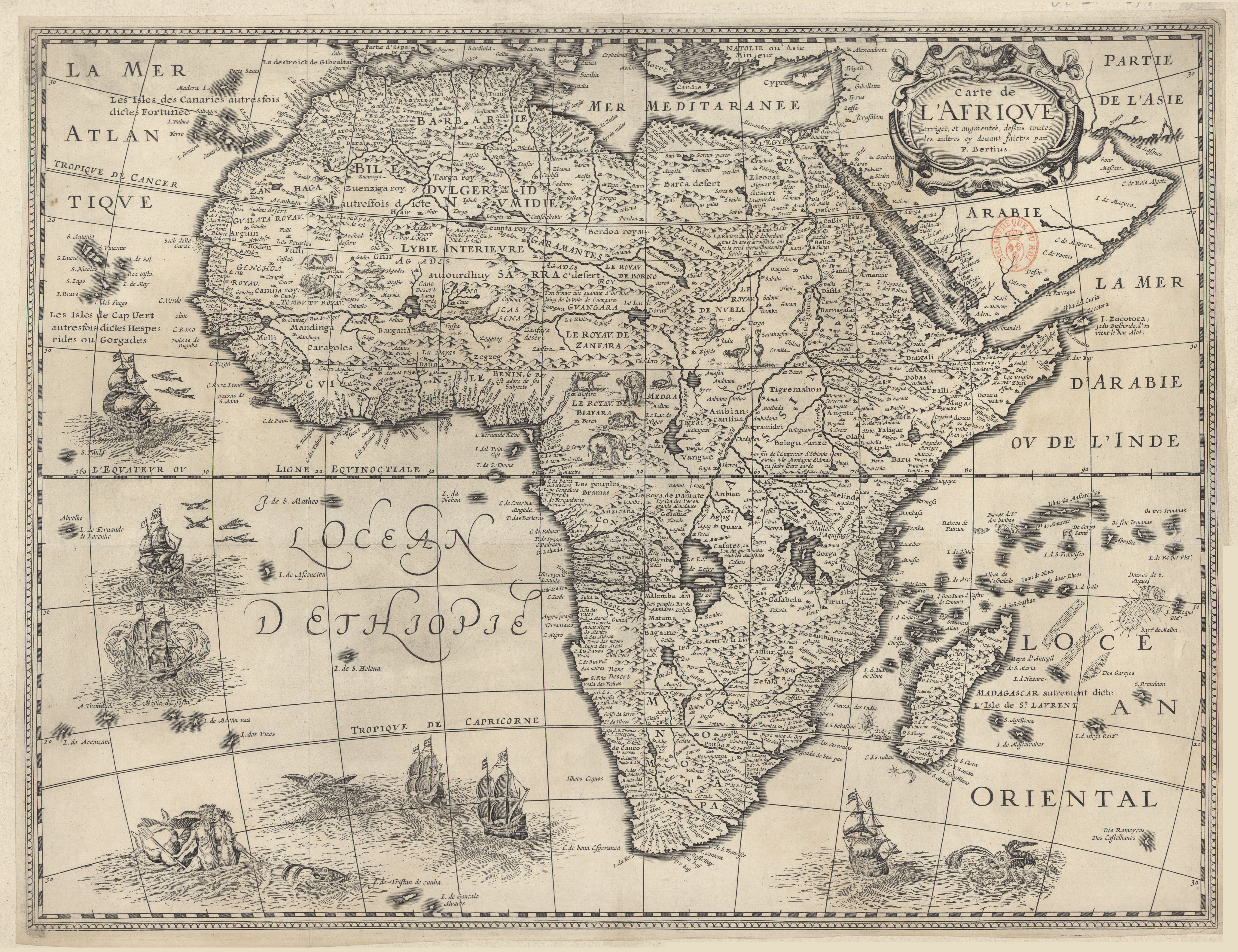
Carte de l'Afrique
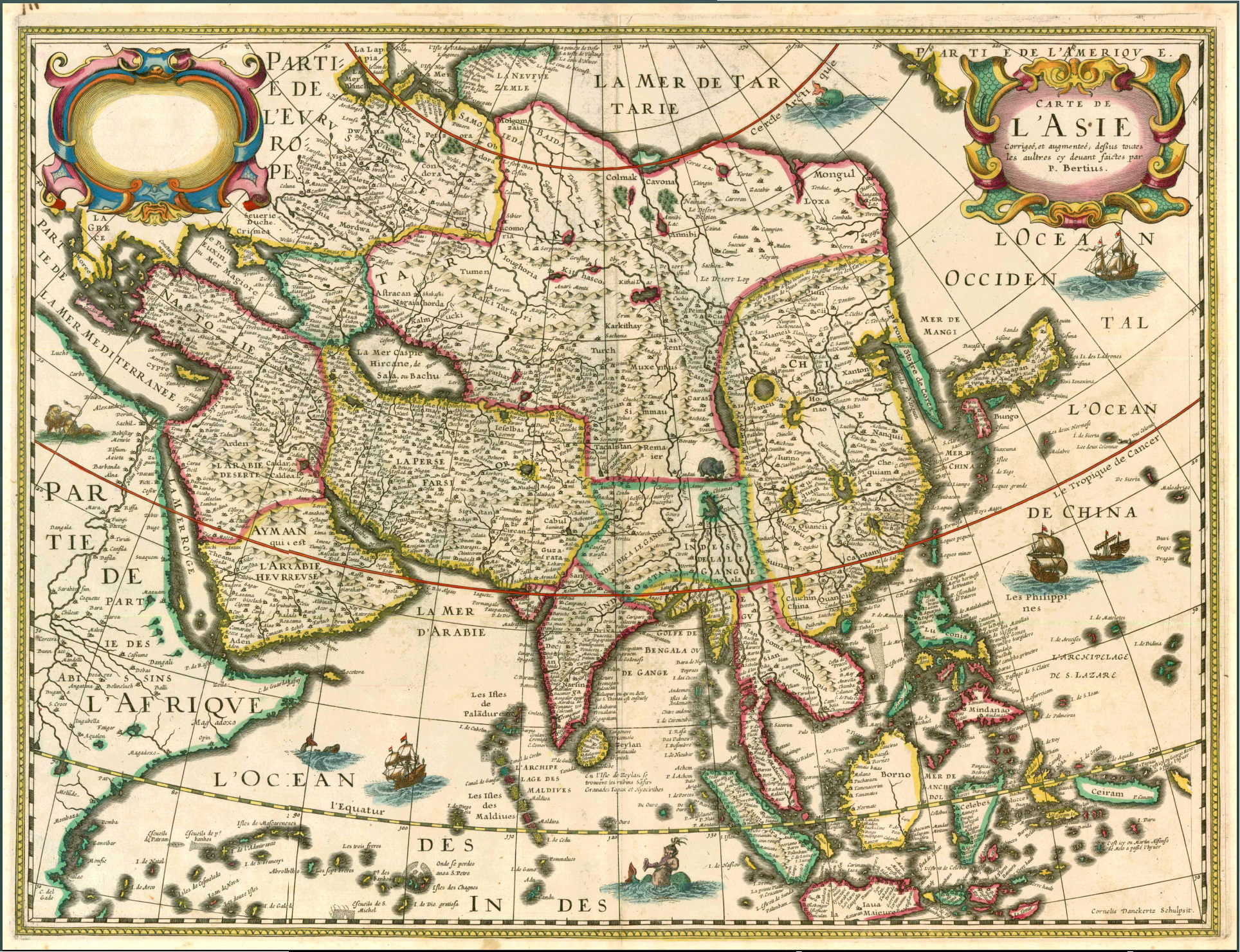
Carte de l'Asie
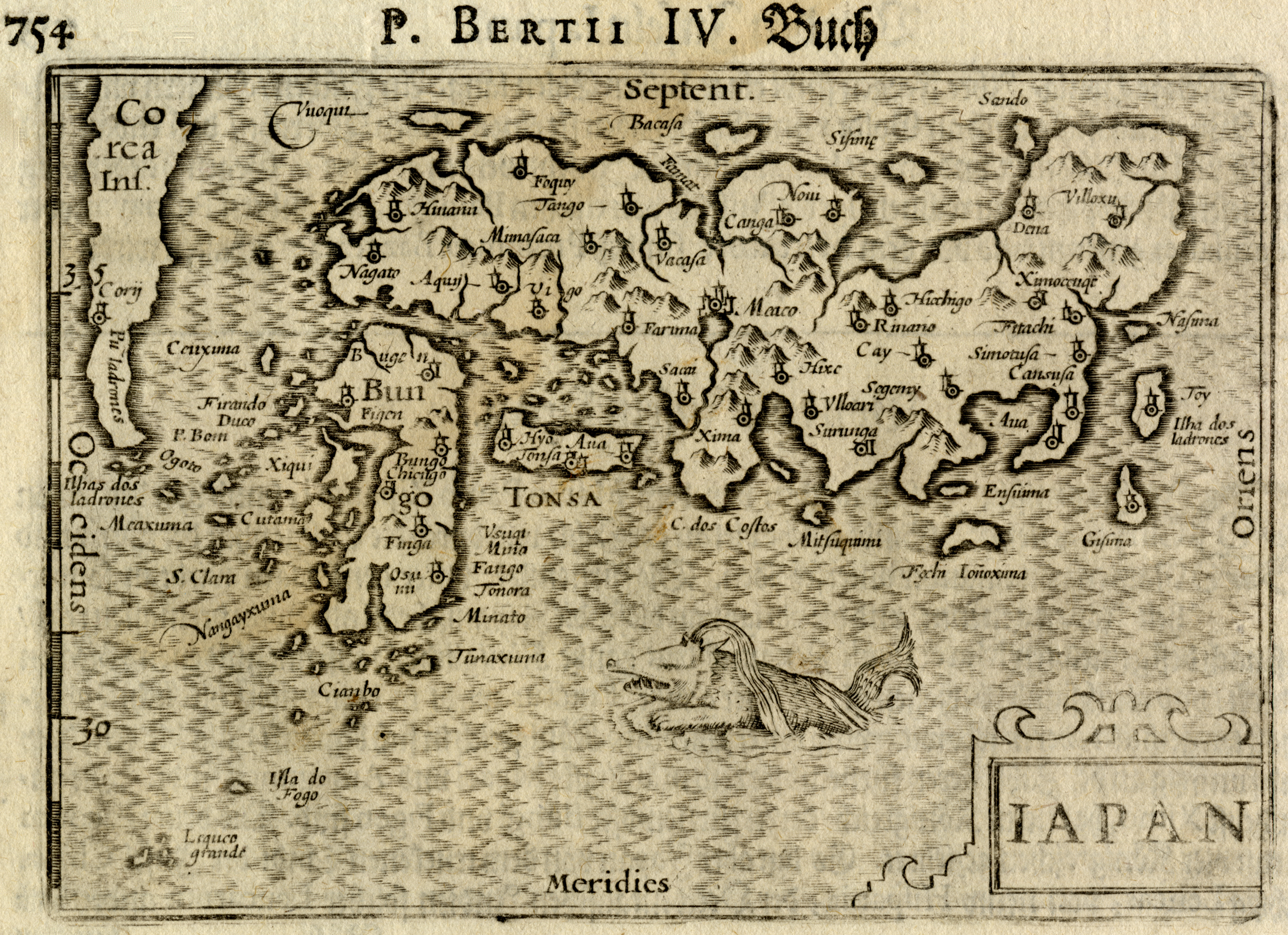
Iapan
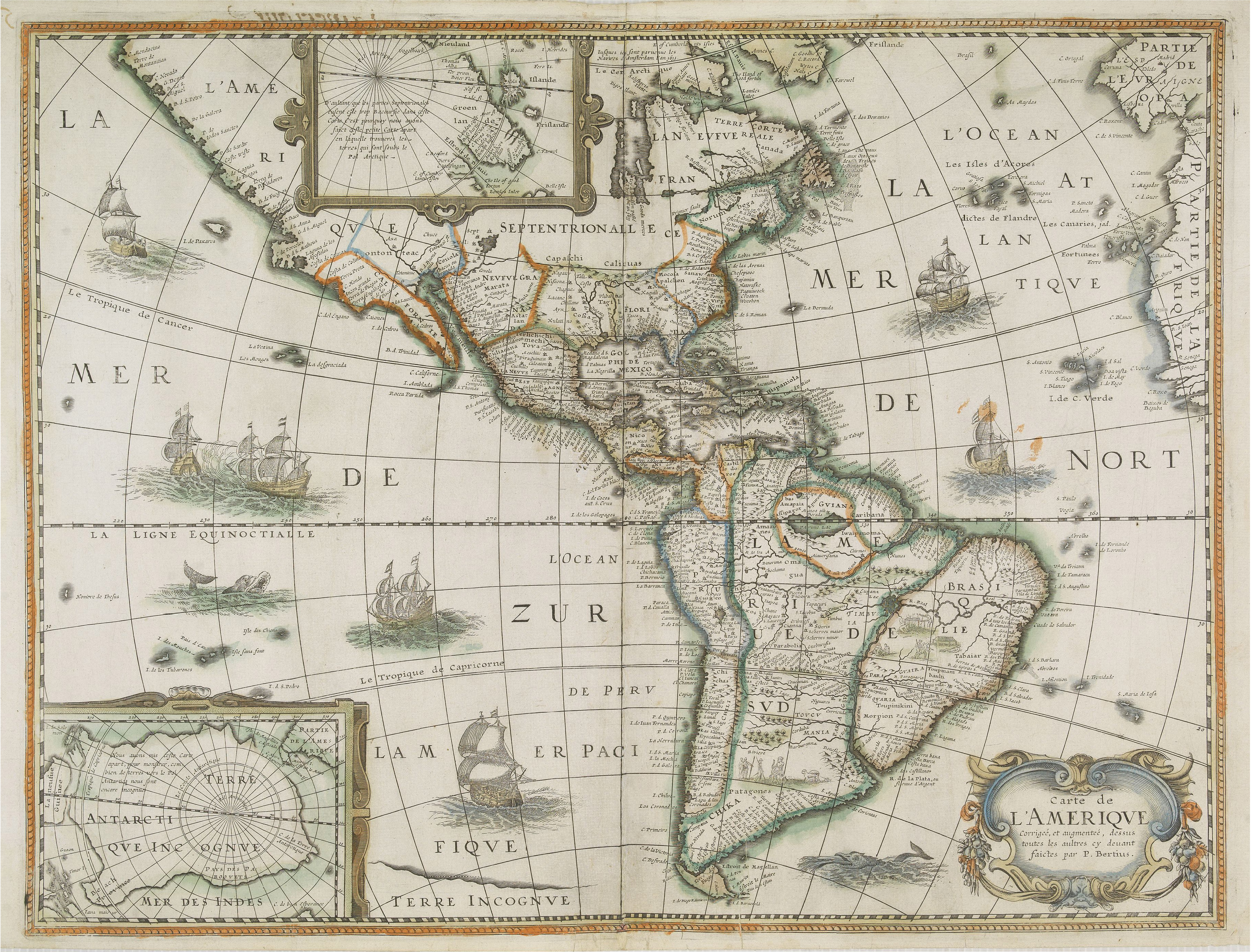
Carte de l'Amerique